# ダヴィト・ベルゲルソン

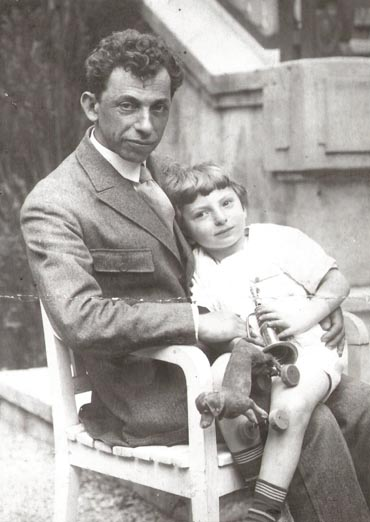
ダヴィト・ベルゲルソン

ダヴィト・ベルゲルソン（ドヴィド・ベルグルソン、David Bergelson / Dovid Berglson, 1884年8月12日 - 1952年8月12日）は、ウクライナ出身のイディッシュ語小説家である。
初期の『駅の周辺』（1909年）、『辺地の町』（1914年）は、穀物仲買人や怠け者のラビなど、ユダヤ教徒の生活・心情を活写した中編。
1921年からベルリンに移り、雑誌編集に従事する。
1934年ナチスを避けてソ連に帰国。その前後からドニエプル川を舞台にした『ドニエプル河畔』（2部作の半自伝的長編、1932年、1940年）など、社会主義リアリズムの作品を多数発表した。
スターリンの粛清によって処刑された。
1961年、名誉回復。

## 関連文献
- 田中壮泰「イディッシュ語で書かれたウクライナ文学 : ドヴィド・ベルゲルソンとポグロム以後の経験」『スラヴ学論集』第25巻、日本スラヴ学研究会、2022年、63-82頁、2024年3月3日閲覧。
- ドヴィド・ベルゲルソン, デル・ニステル 著、田中壮泰・赤尾光春 訳『二匹のけだもの／なけなしの財産　他五篇』幻戯書房〈ルリユール叢書〉、2024年。ISBN 4864882975。